# Andana (grup musical)
Andana és un grup de roots reggae en català creat el 2016 i integrat per nou músics mataronins. Durant la seva carrera ha tret al mercat els EP Rise again i Easy Go, a més de participar en l'àlbum col·lectiu Animalari urbà. Ha col·laborat amb Doble i Hug Sound.

## Discografia

### EP
- Rise again (2019)
- Easy Go (2020)

### Àlbums
- Animalari urbà (Luup Records, 2021)